# إبراهيم عبد السيد
الدكتور إبراهيم عبد السيد هو طبيب مصري، كان أستاذًا للأمراض الباطنية بمدرسة الطب بالإسكندرية ورئيسًا لقسم الأمراض الباطنية بمستشفى المواساة بالإسكندرية. وهو ابن ميخائيل عبد السيد، مؤسس جريدة الوطن. حصل على رتبة الباشوية في 15 فبراير 1937، وسمي باسمه أحد شوارع كوم الدكة بالإسكندرية.